# Formation de Lameta
La Formation de Lameta est une formation de roches sédimentaires située dans les régions de Madhya Pradesh, Gujarat et Maharashtra en Inde.
Elle est d'âge Maastrichtien (le dernier étage du Crétacé supérieur) daté de −72 à −66 Ma (millions d'années). La Formation de Lameta est connue pour les fossiles de dinosaures qu'elle contient. Beaucoup de noms douteux ont été créés pour des os isolés, mais plusieurs genres de dinosaures trouvés dans ces roches sont bien documentés, comme le titanosaure sauropode Isisaurus et les abelisauridés Indosaurus, Indosuchus, Laevisuchus et Rajasaurus.

## Dinosaures de la Formation de Lameta
| Genre            | Espèce                 | Matériel trouvé                                                                        | Image |
| ---------------- | ---------------------- | -------------------------------------------------------------------------------------- | ----- |
| Indosaurus       | I. matleyi             | "Partie de squelette, dont une partie de crâne."                                       |       |
| Brachypodosaurus | B. gravis              | "Humérus."                                                                             |       |
| Coeluroides      | C. largus              | "Vertèbres isolées."                                                                   |       |
| Dryptosauroides  | D. grandis             | "Vertèbres."                                                                           |       |
| Indosuchus       | I. raptorius           | "Restes de crâne, dont deux boites crâniennes, ainsi qu'un squelette presque complet." |       |
| Isisaurus        | I. colberti            |                                                                                        |       |
| Jainosaurus      | J. septentrionalis     | "Base de crâne."                                                                       |       |
| Jubbulpuria      | J. tenuis              | "Vertèbres."                                                                           |       |
| Lametasaurus     | L. indicus             | "Sacrum, ilion, tibia." "Sacrum, ilion, tibia, colonne vertébrale, armure."            |       |
| Laevisuchus      | L. indicus             | "Vertèbres seules."                                                                    |       |
| Ornithomimoides  | O. barasimlensis       | "Vertèbres."                                                                           |       |
| Ornithomimoides  | O. mobilis             | "Vertèbres."                                                                           |       |
| Orthogoniosaurus | O. matleyi             | "Dent."                                                                                |       |
| Rajasaurus       | Rajasaurus narmadensis |                                                                                        |       |
| Rahiolisaurus    | R. gujaratensis        |                                                                                        |       |
| Titanosaurus     | T. blanfordi           | ""Vertèbres caudales."                                                                 |       |
| Titanosaurus     | T. rahioliensis        | "Dents."                                                                               |       |